# واين جيمس
واين جيمس (27 أغسطس 1965 في زيمبابوي - ) (بالإنجليزية: Wayne James)‏ هو لاعب كريكت زيمبابوي.

## وصلات خارجية
- واين جيمس على موقع إي آس بي آن كريك إنفو (الإنجليزية)